# إثارة سياسية
إثارة سياسية (بالإنجليزية: Political thriller)‏ هو نوع من أنواع الفنون السينمائية، الذي ينتج بسبب صراع سياسي أو صراع على السلطة، عادة ما تنطوي على مؤامرات مختلفة خارج القانون.
وغالبا ما يتم مناقشة هذا النوع الفني في السينما تحت سيناريوهات سياسية وطنية أو دولية كالإرهاب ، الفساد السياسي، الاغتيالات، الحروب، التجسس والحرب الباردة. كما يمكن أن تستند إلى وقائع حقيقية مثل اغتيال جون ف. كينيدي أو فضيحة ووترغيت.